# 阿爾帕托沃湖
56°18′31″N 35°40′8″E / 56.30861°N 35.66889°E
阿爾帕托沃湖（俄语：Алпатово），是俄羅斯的湖泊，位於該國西部，由莫斯科州負責管轄，處於洛托希諾區，面積0.23平方公里，海拔高度156米，平均水深3米，最大水深10米。